# Toy Story 3.
A Toy Story 3. (eredeti cím: Toy Story 3) 2010-ben bemutatott  amerikai 3D-s számítógépes animációs film, amely a Pixar Animation Studios 11. filmje a Walt Disney Studios Motion Pictures forgalmazásában, és a Toy Story-sorozat 3. része. A második részt több mint tíz évvel követő produkció 2010 júniusában került az amerikai és magyar mozikba is, 3D-ben és IMAX 3D-ben is; előadásait megelőzte egy animációs rövidfilm is, melynek címe Day & Night. Ez volt az első film, mely 7.1 surround hanggal került a mozikba.
A cselekmény Woody, Buzz és barátai köré épül, akik a bizonytalan jövővel kénytelenek szembenézni, mivel gazdájuk, Andy főiskolára készül.
Tom Hanks, Tim Allen, Joan Cusack, Don Rickles, Estelle Harris, John Ratzenberger, Wallace Shawn, Jeff Pidgeon, Jodi Benson, R. Lee Ermey, John Morris és Laurie Metcalf ismét hangjukat adták a második részbeli figurájuknak. Jim Varney, aki Slinkyt játszotta az első két részben, és Joe Ranft, aki Wheezynek és Lennynek kölcsönözte hangját, elhunyt a harmadik rész forgatásának kezdete előtt. Az előbbi szerepét Blake Clark, míg az utóbbit – és néhány más szereplőt is – kiírtak a történetből. Az új figurák Ned Beatty, Timothy Dalton, Kristen Schaal, Bonnie Hunt, Whoopi Goldberg, Jeff Garlin és Michael Keaton hangján szólalnak meg.
A Toy Story 3 megdöntötte a Harmadik Shrek című film rekordját, és átvette az első helyet a legjobb nyitó napi bevétel terén Észak-Amerikában (az inflációval nem számolva), első napján 110 307 189 dolláros bevételt ért el. A Pixar-filmek között is vezeti ugyanezt a ranglistát, csakúgy, mint a legsikeresebb nyitó hétvégéjű júniusi premierfilmek listáját. A produkció 2010 legsikeresebb filmje lett világszerte. Július hónapban már túlszárnyalta a Némó nyomában című filmet és a Pixar minden eddigi legnagyobb bevételt elért filmje lett. Augusztus elején lehagyta a Shrek 2.-t a világ legsikeresebb animációs filmjeinek listáján, majd a hónap végére az első olyan animációs film lett, mely túllépte az egy milliárd dolláros bevételt.
A nagysikerű mozifilmet öt kategóriában jelölték Oscar-díjra – legjobb film, legjobb animációs film, legjobb forgatókönyv adaptáció, legjobb eredeti betétdal és legjobb hangvágás. A Szépség és a Szörnyeteg (1991) és az Fel (2009) után ez volt a harmadik animációs film, melyet a legjobb filmek között jelöltek Oscarra. A díjat elnyerte a legjobb animációs film és a legjobb betétdal kategóriában.

## Cselekmény
|  | Alább a cselekmény részletei következnek! |

Az immáron 17 éves Andy Davis főiskolára megy, így elköltözik otthonról. Szobája kiürítésekor kezébe akadnak a még megmaradt játékai. Úgy dönt, a legkedvesebbet, Woodyt magával viszi, de végleg a többitől sem válik meg, hanem a padlásra pakolja őket. Édesanyja azonban kidobásra szántnak hiszi a Buzzt, Jesse-t, Szemenagyot, Slinkyt, Rexet, Gubát, Krumplifejéket és a kis zöld ufókat tartalmazó szemeteszsákot, ezért kiviszi a többivel együtt. Woody mindezt látva nyomban barátai után iramodik, de azok nélküle is boldogulnak: a zsákból Mrs. Davis autójába másznak. Jesse-vel az élen úgy gondolják, gazdájuk ki akarta őket dobni, így nincs maradásuk, a legjobb, ha a közeli Napsugár Óvodába kerülnek, ahová Mrs. Davis készül néhány egyéb dologgal, köztük Andy húgának Barbie babájával, akit nagyon megvisel az eldobás. Woody hiába győzködi őket arról, hogy tévedés történt, hajthatatlanok. A vita közepette megérkezik Mrs. Davis, s a kocsi elindul – Woodyval együtt.
Az óvodában éppen udvari szünet van, mikor Andy játékai megérkeznek. Szívélyes fogadtatásban részesülnek, az ottaniak vezetője, Macó és a megnyerő Ken baba – aki első pillantásra beleszeret Barbie-ba – körbevezeti őket. Mindenkit lenyűgöz a hely, egyedül Woody látja jónak, hogy visszamenjenek Andyhez. Macó egy másik hatalmas játszószobába vezeti az újoncokat, hogy ott várják a gyerekeket, akik majd játszani fognak velük, s társaival együtt távozik. Woody elbúcsúzik barátaitól, s visszaindul Andyhez. Miután kijut az óvoda tetejére, egy ott talált apró sárkányrepülővel röppen át a magas és masszív kerítés fölött, ám végül egy fáról lógva köt ki. Itt talál rá Bonnie, az egyik óvónő jámbor kislánya, aki hazaviszi magához.
Ezalatt az óvodában véget ér a szünet, s kisgyerekek egész hada ront rá Buzzékra, esztelenül dobálva, rágcsálva, szétszedve, s egyéb nem rendeltetésszerű módon használva őket. A bölcsődések pusztításának elvonultával a játékokat kétségek gyötrik, így Buzz, aki megpillantotta a másik szobában kedvesen játszadozó gyerekeknél Macót, Kent és a többieket, biztosítja őket, hogy átkéreti magukat. Követni kezd pár játékot, köztük Kent, akik egy titkos helyre tartanak. Kihallgatja beszélgetésüket, amiből kiderül, nem túl tisztességesek vendéglátóik. Indulni készül, mikor rajtakapják; egy hátsó helyiségbe hurcolják és megkötözik. Rövidesen megérkezik Macó is, aki nyomban az eloldozását kezdeményezi, barátságos hangon üdvözli rátermettségét, s maradást ajánl fel. Buzz azonban hallani sem akar arról, hogy barátai legyenek az áldozati bárányok, akik kényszerűségből vállalják a legkisebb gyerekek durva bánásmódját, így nemet mond. Macó durvább eszközökhöz folyamodva átállíttatja Buzz funkcióját játékról demóra, s saját szolgálatába állítja. A magát ismét csillagharcosnak képzelő játék barátait a Csillagbázis ellenségének tekinti, s ketrecekbe zárja őket Macó utasítására.
Woody megismerkedik Bonnie játékaival, s olyasmiben lesz része, amiben már régen nem: játszanak vele. A kellemes élmény ellenére eltökélt szándéka, hogy visszatér Andyhez, aki a magával vinné a kollégiumba. A játékok meglepve hallják, hogy Woody az óvodából jött, hiszen onnét eddig csak egyvalakinek sikerült kijutnia. Vigyorit, a bohócot egy selejtezést követően fogadta be Bonnie. A játék elmeséli Woodynak Macó történetét. Együtt érkeztek a Napsugárba, miután egykori gazdájuk, egy szerető kislány elvesztette őket. A hosszú hazautat megtéve Macót szörnyű sokk fogadta: Daisy egy hozzá hasonló, új plüssmackót ölelgetett. Vigyori szerint akkor és ott valami összetört Macó lelkében, s teljesen elveszítette régi önmagát. A Napsugárba kerülve rémuralmat alakított ki, ahol semmi sem történik az ő tudta és megfigyelése nélkül. Woody rögvest visszaindul, hogy kiszabadítsa barátait. Bejutva a Napsugárba, Woodynak sikerül felvennie a kapcsolatot társaival, s megosztja velük szökési tervét. Leszerelik az őrködő Buzzt, s megkísérlik visszaállítani tudatát, ami nem alakul a kívánt módon: noha már nem tekinti ellenségnek barátait, spanyol nyelvű üzemmódra vált, s hevesen udvarolni kezd Jesse-nek. A csapat eljut a szemétkidobóig, ami a szabadságra nyíló kaput jelenti, ám ott Macóval és alattvalóival találják szemben magukat. Az összetűzés során felszínre kerülnek a Napsugár ura által elhallgatott igazságok, aminek következtében Andy játékai és Macó is a szemeteskocsiban köt ki. Buzz egy kisebb baleset során visszanyeri régi önmagát, ám csakhamar másfelé fordul mindenki figyelme: a jármű a hulladékmegsemmisítőhöz érkezik, s egy szempillantás alatt a mechanizmusban találják magukat. Sikerül kijátszaniuk az aprítót, s Woody és Buzz Macónak is segítő kezet nyújt. Az igazi veszély azonban csak eztán fedi fel magát: a futószalag végén a hatalmas kiterjedésű hulladékégető izzik fenyegetően. Macó megpillantja a leállítót, s eléréséhez a többiek segítségét kéri. Feljutva azonban kereket old a gomb megnyomása nélkül, de nem örülhet sokáig szabadságának: egy kamion bogárvédőjén köt ki. Andy játékai előtt nem marad más lehetőség, mint együtt szembenézni végzetükkel. Az utolsó pillanatban érkezik a váratlan segítség: egy kampó felülről, amit néhány barát irányít.
Kijutva a felszínre Woody megpillant egy ismerős kukáskocsit, ami visszajuttatja a csapatot Andy házához. Ott a cowboy elbúcsúzik társaitól, akik már nem aggódnak a padlássors miatt, s Andy koleszos holmijai közé huppan. Fültanúja annak, amint Andy biztosítja elérzékenyült édesanyját, hogy mindig vele lesz gondolatban. Ekkor már tudja, mit kell tennie; üzenetet ír, s a cetlit barátai lezárt dobozára helyezi. Andy azt meglátva – azt gondolván, anyjától származik –, a padlás helyett egykori kedvencei elajándékozása mellett dönt. Bonnie-hoz hajt, s egyenként mutatja be a félénk kislánynak a játékokat. Meglepetésére, Woodyt is a doboz alján találja. Kis habozás után azonban úgy dönt, ideje búcsút venni legszeretettebb játékától is, s egy utolsó, nagy játszadozásba kezd Bonnie szórakoztatására.
Woody bemutatja barátainak Bonnie játékait, s később levelet kapnak a Napsugárból, ahol Ken és Barbie gondoskodik arról, hogy egyetlen nap se múljon el buli nélkül.
|  | Itt a vége a cselekmény részletezésének! |

## Szereplők
| Szereplő                        | Eredeti hang                           | Magyar hang        | Leírás |
| ------------------------------- | -------------------------------------- | ------------------ | --- |
| Woody                           | Tom Hanks                              | Stohl András       | A felhúzásra beszélő funkcióval ellátott cowboy-rongybabának speciális helye van gazdája szívében, így Andy még a kollégiumba költözve sem válna meg tőle, míg többi játékára a padlás vár, vagy még rosszabb. Woody azonban a társai iránt érzett felelősségtudatára és szeretetére hallgatva kezébe veszi a dolgok irányítását, s ezzel élete eddigi legveszélyesebb kalandjába csöppen, ami során új barátokat és fenyegető ellenségeket is szerez. |
| Buzz Lightyear                  | Tim Allen                              | Dörner György      | A műanyag csillagharcos akciófigura Woody legjobb barátja, s a játékok között is kiemelt helyet élvez. A Napsugár óvodába kerülve Buzz – Woody távollétében – a vezéregyéniség szerepébe kerül, s ennek eleget téve igyekszik a többi játék gondját viselni. Erőfeszítései során megdöbbentő titokra bukkan, aminek rémisztő, majd mulatságos következményei lesznek reá nézve. |
| Buzz Lightyear                  | Javier Fernández Peña (spanyol módban) | Saját hangján      | A műanyag csillagharcos akciófigura Woody legjobb barátja, s a játékok között is kiemelt helyet élvez. A Napsugár óvodába kerülve Buzz – Woody távollétében – a vezéregyéniség szerepébe kerül, s ennek eleget téve igyekszik a többi játék gondját viselni. Erőfeszítései során megdöbbentő titokra bukkan, aminek rémisztő, majd mulatságos következményei lesznek reá nézve. |
| Jesse                           | Joan Cusack                            | Zsigmond Tamara    | A jódlizó cowgirl-rongybaba határozott fellépésével meggyőzi társait, hogy a bizonytalan és sok jóval nem kecsegtető jövő helyett válasszák a Napsugár óvodát, ahol ismét játszhatnak velük. Hamarosan csalatkoznia kell reményeiben, ám Buzz ott van az oldalán a legszorultabb helyzetben is. 2010. június 17-én, a bemutatóhoz közeledve Joan Cusack részt vett a limitált kiadású, beszélő Jesse-baba bemutatóján a Chicago Disney Store-ban, ahol egyes példányokat dedikált is. „Nagyszerű történet ez a képzeletről és játszásról” – nyilatkozta a színésznő a filmről. |
| Krumplifej úr                   | Don Rickles                            | Forgács Gábor      | A Hasbro darabjaira szedhető, krumplitestű bábuja soha nem fogy ki epés megjegyzéseiből és hajlandóságából, hogy a csapatot testi épsége és teljessége árán is segítse. Felesége és fogadott, kis zöld űrlény gyermekei mellett mindig kiáll, s ő is számíthat rájuk. |
| Krumplifej asszonyság           | Estelle Harris                         | Szabó Éva          | Krumplifej úr törődő felesége, akinek elkallódott fél szeme nem várt fejleményekre derít fényt a játékok számára. |
| Rex                             | Wallace Shawn                          | Lippai László      | A zöld színű, műanyag Tyrannosaurus rex figura semmit sem veszített aggodalmas természetéből, s ha ijesztő megjelenéssel nem is tud szolgálni barátai megvédésére, apró végtagjai gyakran jönnek kapóra vészhelyzetekben. |
| Slinky                          | Blake Clark                            | Várkonyi András    | A fémrugós testű tacskó nagy szolgálatot tesz sajátos szerkezetével a csapatnak, akár tervek kivitelezéséről, terepfelmérésről vagy meleg helyzetek áthidalásáról van szó. |
| Guba                            | John Ratzenberger                      | Kassai Károly      | A mókás malacperselynek vág az esze, s kiterjedt ismeretekkel rendelkezik a különböző használati tárgyak anyagösszetételéről és típusjellemzőiről. |
| Szemenagy                       | Nem szólal meg                         | Nem szólal meg     | Jesse szótlan, de hűséges paripája, aki legalább annyira elkötelezett Woody mellett is. |
| Barbie                          | Jodi Benson                            | Szabó Erika        | A Mattel népszerű játékbabája Andy húgához tartozott, mígnem a lány megvált tőle. Ezt Barbie nehezen dolgozza fel, ámde rövidesen beköszönt nála a szerelem, ami csakhamar komoly próbára is tétetik. |
| Őrmester                        | R. Lee Ermey                           | Rosta Sándor       | Az apró, talphoz forrasztott lábú, zöld játékkatona két társával együtt elhagyja Andy szobáját és vele együtt a többi játékot, miután úgy látják, szolgálatukat teljesítették a felnőtté váló Andy mellett. |
| Kis zöld űrlények               | Jeff Pidgeon                           | Elek Ferenc        | A játékgépből kihalászott, sokszemű ufók alkotta triót a Krumplifej házaspár gondozza. A könnyen lenyűgözhető teremtmények különös tisztelettel viszonyulnak a kampókhoz, s ez nem várt haszonnal jár Andy játékai számára. |
| Andy Davis                      | John Morris                            | Czető Roland       | Az immáron 18. életévébe lépett fiú főiskolára készül, s kollégiumba költözik. Szobájából így kikerülnek a játékok, amiktől nem szívesen vesz végső búcsút, s ez Woodyra különösen áll. Végül olyan megoldást talál, ami neki és egykori kedvenceinek is megfelel. |
| Andy Davis                      | Charlie Bright (kisgyerekként)         | Bogdán Gergő       | Az immáron 18. életévébe lépett fiú főiskolára készül, s kollégiumba költözik. Szobájából így kikerülnek a játékok, amiktől nem szívesen vesz végső búcsút, s ez Woodyra különösen áll. Végül olyan megoldást talál, ami neki és egykori kedvenceinek is megfelel. |
| Mrs. Davis                      | Laurie Metcalf                         | Csomor Csilla      | Andy kedves anyukája, aki ragaszkodik hozzá, hogy fia szobájában ne maradjon hátra semmi kacat vagy régi játék. |
| Molly Davis                     | Beatrice Miller                        | Kardos Lili        | Andy húga, aki örömmel foglalná el bátyja megüresedett szobáját. |
| Bonnie                          | Emily Hahn                             | Károlyi Lili       | Óvodás korú kislány, aki nagyon szeret játszani, s örül minden új játéknak. |
| Bonnie anyukája                 | Lori Alan                              | Kisfalvi Krisztina | Óvónő a Napsugárban, Mrs. Davis barátnője. |
| Sid Philips                     | Erik von Detten                        | Posta Victor       | A volt játékgyilkos az első filmből, aki 20 éves korára kukás lett. |
| Macó                            | Ned Beatty                             | Balázs Péter       | A Napsugár óvoda rangidős lakójaként Satukarú Medve, azaz Macó, az illatos, rózsaszín plüss nagy megbecsülésnek örvend. Hajlott koráról árulkodik, hogy bottal jár és hosszabb távolságokat dömper platóján tesz meg. Szívélyesen fogadja Andy játékait, ám valódi szándékai is rövidesen felszínre kerülnek. |
| Ken                             | Michael Keaton                         | Fenyő Iván         | A Napsugár játékközösségében fontos szerepet betöltő játékbaba rendkívüli módon ad külsejére, amiből társai gyakran űznek gúnyt. Első pillantásra belehabarodik Barbie-ba, s ezen érzelme mutatja meg számára végül a helyes utat. Michael Keaton egy interjúban nemtetszését fejezte ki azon hollywoodi trend iránt, hogy folytatásokat csupán az anyagi sikerért gyártanak. Véleménye szerint azonban a Toy Story 3. más: „Szerencsére, a Toy Story 3. olyan jó, ha nem jobb, mint az eredeti.”                                                                              |
| Babilla                         | Nem szólal meg                         | Nem szólal meg     | A nagy méretű néma baba Macóval együtt került a Napsugárba, s vakon követi a medve minden utasítását. Ám eljön az ideje, hogy egyszer végre saját döntést hozzon. |
| Csacsofon                       | Teddy Newton                           | Forgács Péter      | Játéktelefon, akit a Napsugárban csak a túlélés vezérel, s ezért igyekszik kimaradni a bajból. Mégis segít Woodynak, ám ezért meg is kell fizetnie az árat. |
| Csápi                           | Whoopi Goldberg                        | Martin Márta       | Lila színű, nyúlós testű játékpolip, akinek fizikai adottságai jó szolgálatot tesznek Macónak. |
| Izmi                            | John Cygan                             | Epres Attila       | Az izmos, zöld rovart formáló játék Macó pribékjeinek egyike. |
| Drabó                           | Jack Angel                             | Csernák János      | A több arckifejezéssel rendelkező, s azokat tekeréssel váltogató kőszikla Izmihez hasonlóan a Macó által elvárt rendet biztosítja. |
| Szikró                          | Jan Rabson                             | Hujber Ferenc      | A szikrákat szórni képes játékrobot akár más játékok vallatására is alkalmas. És vannak, akik hasznosítják is ezen oldalát. |
| Tüsi úr                         | Timothy Dalton                         | Kautzky Armand     | A zöld nadrágos, shakespeare-i szerepekről álmodó plüss sündisznó színészi hivatásának tekinti, hogy részese a kis Bonnie játszadozásainak. |
| Dolly                           | Bonnie Hunt                            | Náray Erika        | Barátságos rongybaba. |
| Bogi                            | Jeff Garlin                            | Rajkai Zoltán      | Plüss egyszarvú. |
| Trixi                           | Kristen Schaal                         | Balsai Móni        | Triceratops játékdinoszaurusz, aki jól kiismeri magát az interneten. |
| Vigyori                         | Bud Luckey                             | Vass Gábor         | Vidámságát rég elvesztett bohóc, aki az ugyancsak hánytatott sorsú Macóval és Babillával együtt érkezett a Napsugárba. Vigyori az egyetlen, aki kijutott onnan, selejtezés következtében; újból összevarrva Bonnie játéka lett. |
| Borsószemek                     | Charlie Bright                         | Kardos Balázs      | Három apró, játékos plüss borsószem. |
| Borsószemek                     | Charlie Bright                         | Kardos Anna        | Három apró, játékos plüss borsószem. |
| Borsószemek                     | Charlie Bright                         | Straub Martin      | Három apró, játékos plüss borsószem. |
| A majom                         | Nem szólalnak meg                      | Nem szólalnak meg  | A cintányérverő majom felel a Napsugár ellenőrzéséért. Szemeit szüntelenül a monitorokon tartja, melyek a biztonsági kamerák felvételeit közvetítik. Amint valami nemkívánatost észlel, egy mikrofonba riadót fúj hangszerével. Ez a majom, mint játék, az 50-es években volt divatos, Jolly Chimp néven árusították. |
| Totoro                          | Nem szólalnak meg                      | Nem szólalnak meg  | A szótlan, gömbölyded plüssfigura Mijazaki Hajao Szomszédom, Totoro című filmjéből elevenedik meg játékként. |
| Könyvmoly                       | Richard Kind                           | Lux Ádám           | A játékok használati útmutatóinak polcán lakozó játék, aki kiadja Macónak és csapatának a keresett útmutatókat. |
| Jack-in-the-Box                 | Lee Unkrich                            | Joó Gábor          | |
| Béka                            | Jack Willis                            | Pusztaszeri Kornél | |
| Takarító                        | Bob Peterson                           | Várday Zoltán      | |
| Farmer                          | N/A                                    | Bolba Tamás        | |
| Rádióbemondó                    | N/A                                    | Horányi László     | |
| Tanítónéni a pillangós teremben | N/A                                    | Sági Tímea         | |
| Tanítónéni a hernyós teremben   | N/A                                    | Major Melinda      | |
| Kisfiú a hernyós teremben       | N/A                                    | Pálos Marcell      | |
| Kisfiú dinoszaurusszal          | N/A                                    | Császár András     | |
| Babázó kislány                  | N/A                                    | Kiss Bernadett     | |
| Vízilófigura                    | N/A                                    | Sipos Eszter Anna  | |
| Zsiráf                          | N/A                                    | Gardi Tamás        | |
| Kamionosok                      | N/A                                    | Dolmány Attila     | |
| Kamionosok                      | N/A                                    | Maday Gábor        | |
| Óvónénik                        | N/A                                    | Ősi Ildikó         | |
| Óvónénik                        | N/A                                    | Grúber Zita        | |
| Katicamintás babák              | N/A                                    | Sörös Miklós       | |
| Katicamintás babák              | N/A                                    | Stern Dániel       | |
| Katonák                         | N/A                                    | Papucsek Vilmos    | |
| Katonák                         | N/A                                    | Kő Gergely         | |

## Háttér
A Disney és a Pixar újrakötött szerződésének értelmében minden szereplő, amit a Pixar megalkot filmjeihez, a Disney tulajdonát képezi. A Disneyt illette továbbá a jog, hogy folytatást készítsen bármely Pixar-filmhez, ugyanakkor a Pixarnak joga volt ezen esetleges folytatások munkálataiban nem részt venni. 2004-ben, mikor a folytatólagos tárgyalások a két cég között szerződésbontást helyeztek kilátásba, a Disney akkori főnöke, Michael Eisner a Toy Story 3. elkészítéséről határozott a Disney saját komputeranimációs divízióján, a Circe 7 Animationön keresztül. Tim Allen, Buzz Lightyear eredeti szinkronhangja hajlandóságot mutatott a közreműködésben, még ha nem is a Pixar készíti a filmet. Jim Herzfeld írta meg a Circle 7 verziójához a forgatókönyvet. Ebben a játékok eljuttatják a meghibásodott Buzzt Tajvanba, abban a hitben, hogy ott megjavítják. Az interneten azonban szembesülnek vele, hogy a cég teljes visszahívást rendelt el, mivel világszerte nagy számban léptek fel zavarok a játékszériában. Buzz megsemmisítésétől félve, Andy játékainak egy csoportja (Woody, Rex, Slinky, Krumplifej úr, Guba, Jesse és Szemenagy) barátjuk kiszabadítására indul. Ezalatt Buzz olyan játékokkal találkozik, akiket egykoron szerettek, de most hasonló sorsra jutottak, mint ő.
2006 januárjában a Disney felvásárolta a Pixart, s a megállapodás értelmében a Pixar vezetői, Edwin Catmull és John Lasseter irányítása alá került az összes animációs Disney-produkció, azaz a Disney Animation. Röviddel ezután a Circle 7 Animationt megszüntették, a Toy Story 3.-verziójukat pedig jegelték. Egy hónappal később Robert Iger, a Disney CEO-ja megerősítette, hogy a Disney áthelyezi a projektet a Pixarhoz. 2007. február 8-án Catmull bejelentette, hogy a második rész társrendezője, Lee Unkrich rendezi a filmet, a forgatókönyvet pedig Michael Arndt írja. A bemutató dátuma 2010-re került. „Már évek óta volt egy ötletünk a Toy Story 3.-hoz, amiről azt gondoltuk, megfelelő lesz, ha valaha is elkészítjük” – meséli Lee Unkrich rendező. Azonban egy korai megbeszélésen végül mégis elvetették elképzelésüket: „Mindent elölről kezdtünk.” A forgatókönyvet nagyjából 25 részre bontották szét, s mindegyik 10 vagy valamivel több változaton esett át – az egyik első a 60 változtatást is elérte –, majd készült belőlük egy nyersvágás átmeneti hangokkal és zenével, hogy könnyedén látható legyen, működik-e az elképzelés.
A film tervezési és produkciós szakaszaiban a Pixar munkatársai 92 854 sztoribordot készítettek. A szereplők is elsőként rajzolt formában láttak napvilágot; az animációs eljárások között helyett kaptak az egyszerű rajzok, skiccelt vázlatok, amik később a digitális festmények részei lettek, mielőtt a számítógép-animációs renderelés és a végső igazítás véglegesítette az adott jelenetet. Miközben megtartották a korábbi két film színpalettáját és stílusát olyan elemekben, mint például a bútorok, az animátorok korszerű digitális megvilágítást és textúrázó eszközöket alkalmaztak. Amellett, hogy a készítők modern technikai eszközeit összhangba hozta a korábbi részeknél használtakkal, Bobby Podesta vezető animátor részletesen elbeszélgetett az eredeti filmeken dolgozókkal, hogy ezzel segítse a mostani stábot az akkori gondolkodásmód elsajátításában. Az a jelenet jelentette a legnagyobb kihívást az alkotóknak, amelyben a főszereplő játékok megérkeznek az óvodába – a szekvencia több száz játékot vonultat fel. Lee Unkrich rendező el akarta kerülni a tömegszimulációs technológia alkalmazását, hogy mindegyik szereplő külön keljen életre. „Ahelyett, hogy féltucat animátort lekötöttünk volna vele, minden egyéb jelenet készítését felfüggesztettük és mindenkit erre az egyre állítottunk rá két hétre” – meséli Podesta. A számos szereplő közül egynek, a dobozból kiugró bohócnak maga Unkrich szolgáltatja a hangját. Az új részhez a visszatérő szereplők animációs modelljét újraalkották úgy, hogy egyszerűbb legyen az irányításuk, de hasonlóak maradtak a korábbi filmek esetében használtakhoz. „Végső soron jó szolgálatot tett mindez az animátoroknak, mivel egészen leegyszerűsödött a munkájuk, s újfent tanulmányozhatták Woodyt, Buzzt és a két szereplő lényegét” – magyarázza Unkrich. Macó testét 3 473 271 különálló szőrszál alkotja, több rétegben, hosszúság és vastagság szerint rendeződve. Hogy hitelesen adják vissza a felnőttkor küszöbén álló Andyt, az alkotók a szereplőt több életkorban is megrajzolták, kezdve a Toy Story előtti 6 éves állapotától a harmadik részben látható 17 esztendős megjelenésééig.
A szűkösre szabott produkciós határidők miatt a rendezőnek komoly fejtörést okozott, hogy milyen zenei aláfestés lenne ideális a zárójelenethez: „A zenei anyag rögzítését megelőző napokban alig bírtam uralkodni magamon. Tudtam, hogy rengeteg függ a film utolsó jelenetétől… Randy [Newman] azonban szakmájának mestere, s a végeredmény kiváló lett.” Darla K. Anderson producer elmondása szerint annak ellenére, hogy a sztereoszkopikus 3D is a gyártási folyamat részét képezte, a Toy Story 3. elkészítése az egyik legsimább volt a Pixar történetében. A korábbi két Toy Story 3D-be konvertálása jobban sikerült, mint várták, s ez mindenkit meglepett. „Ebből arra következtettem, hogy nem szükséges semmit sem máshogy csinálnom a Toy Story 3. esetében sem. Egyszerűen egy jó filmet kell összehoznom a belsőmre hallgatva” – mondja Unkrich; „A Toy Story 3. minden eleme már része volt az első Toy Storynak is – csak épp minden egy kicsit erőteljesebb, remélhetőleg.”
Tom Hanks, Tim Allen és John Ratzenberger nem kapták meg a szkriptet, hogy eldönthessék, részt vesznek-e a folytatásban, ehelyett a film egy teljes sztoritekercsét vetítették le nekik egy moziban. Ezen előzetesen felvett hangokkal, hangeffektekkel és zenével ellátott mozgó sztoribordok voltak láthatók. A három színész a vetítés végén aláírt a filmhez. Hanks stúdiófelvételeinek utolsó napjára Woody utolsó jelenetei maradtak, összhangban az érzékeltetett véget éréssel, ami e jelenetekben hangsúlyos szerepet kap.
A Toy Story 3. az első film, amelyet Dolby Surround 7.1 hangformátummal játszottak a mozik.

## Filmzene
A film zenéjét – az első két részééhez hasonlóan – Randy Newman szerezte. Ez a hatodik, a Pixar számára készült alkotása a Toy Story – Játékháború, az Egy bogár élete, a Toy Story – Játékháború 2., a Szörny Rt. és a Verdák után. A lemezre felkerült zeneszámok mellett a filmben felcsendül a „Dream Weaver” című dal Gary Wrighttól és a Chic „Le Freak” című száma, továbbá a „You've Got a Friend in Me” eredeti változata. A „Cowboy!” és a „Come to Papa” című trackekhez Newman felhasznált részleteket Az elnök különgépéhez írt, ám visszautasított kompozíciójából.
A Disney nem jelentette meg a film zenéjét CD-n, csak letölthető formában érhető el. A Fel után ez volt a Disney második olyan döntése, hogy egy díjnyertes filmzenét nem adott ki CD-n.
| Zeneszámok listája | Zeneszámok listája                                                    | Zeneszámok listája | Zeneszámok listája | Zeneszámok listája | Zeneszámok listája | Zeneszámok listája | Zeneszámok listája | Zeneszámok listája | Zeneszámok listája |
| #                  | Cím                                                                   | Hossz              |                    |                    |                    |                    |                    |                    |                    |
| ------------------ | --------------------------------------------------------------------- | ------------------ | ------------------ | ------------------ | ------------------ | ------------------ | ------------------ | ------------------ | ------------------ |
| 1.                 | We Belong Together                                                    | 4:03               |                    |                    |                    |                    |                    |                    |                    |
| 2.                 | You've Got a Friend in Me (para Buzz Español) (előadja a Gipsy Kings) | 2:15               |                    |                    |                    |                    |                    |                    |                    |
| 3.                 | Cowboy!                                                               | 4:11               |                    |                    |                    |                    |                    |                    |                    |
| 4.                 | Garbage?                                                              | 2:41               |                    |                    |                    |                    |                    |                    |                    |
| 5.                 | Sunnyside                                                             | 2:20               |                    |                    |                    |                    |                    |                    |                    |
| 6.                 | Woody Bails                                                           | 4:40               |                    |                    |                    |                    |                    |                    |                    |
| 7.                 | Come to Papa                                                          | 2:06               |                    |                    |                    |                    |                    |                    |                    |
| 8.                 | Go See Lotso                                                          | 3:37               |                    |                    |                    |                    |                    |                    |                    |
| 9.                 | Bad Buzz                                                              | 2:22               |                    |                    |                    |                    |                    |                    |                    |
| 10.                | You Got Lucky                                                         | 5:59               |                    |                    |                    |                    |                    |                    |                    |
| 11.                | Spanish Buzz                                                          | 3:31               |                    |                    |                    |                    |                    |                    |                    |
| 12.                | What About Daisy?                                                     | 2:07               |                    |                    |                    |                    |                    |                    |                    |
| 13.                | To the Dump                                                           | 3:51               |                    |                    |                    |                    |                    |                    |                    |
| 14.                | The Claw                                                              | 3:57               |                    |                    |                    |                    |                    |                    |                    |
| 15.                | Going Home                                                            | 3:22               |                    |                    |                    |                    |                    |                    |                    |
| 16.                | So Long                                                               | 4:55               |                    |                    |                    |                    |                    |                    |                    |
| 17.                | Zu-Zu (Ken's Theme)                                                   | 0:35               |                    |                    |                    |                    |                    |                    |                    |
| 56:00              |                                                                       |                    |                    |                    |                    |                    |                    |                    |                    |

| Díj                                            | Kategória                                             | Eredmény | Forrás |
| ---------------------------------------------- | ----------------------------------------------------- | -------- | ------ |
| Broadcast Film Critics Association Awards 2010 | Legjobb eredeti dal We Belong Together (Randy Newman) | Jelölve  | [ 50 ] |
| 2011 Grammy-díj                                | Legjobb filmzene                                      | Elnyerte | [ 51 ] |
| 83. Oscar-gála                                 | Legjobb eredeti dal – We Belong Together              | Elnyerte | [ 52 ] |

## Bemutató

### Marketing és merchandise
A Toy Story 3. első teaser előzetese a Pixar Fel című filmje előtt volt látható 2009. május 29-étől. 2009. október 2-án az első két Toy Story ismét a mozikba került, együttesen, 3D-s változatban, s ez előtt vetítették le a harmadik rész első hosszabb előzetesét. A második teaser 2010. február 10-én debütált, amit a második teljes trailer is követett február 11-én, illetve az Alice Csodaországban 3D-s vetítései előtt, március 5-étől. Március 23-án adták ki az első Toy Storyt Blu-rayen, s a lemezen helyet kapott egy kisfilm Toy Story 3. előzetes: A történet címmel, ami a kiadvány magyar változatán is megtalálható.
A premier havában, 2010 júniusában már 3,5 millió darab kapcsolt termék várta a vásárlókat a boltokban, amitől az elemzők 2,4 milliárd dolláros bevételt vártak a 2010-es üzleti évre. Decemberig globális szinten 9 milliárd folyt be a Toy Story 3. merchandise termékei révén. A film promóciójának keretében többek között a Mattel és a Lego gyártott játékokat a szereplőkhöz kapcsolódva. A Toy Story 3-on alapuló videójátékot a Disney Interactive Studios fejlesztette.

### Kritikai fogadtatás
A Toy Story 3. bemutatóját elsöprő kritikai ováció kísérte. Az amerikai újságírók véleményét tömörítő Rotten Tomatoes-on listázott több mint 240 írás 99%-a pozitív kicsengésű, s a filmnek adott átlagos pontszám 8,8 a maximális 10-ből. A weboldal által leszűrt konszenzus szerint „A vígjátékot, kalandot és őszinte érzelmeket ügyesen vegyítő Toy Story 3. azon ritka folytatások közé tartozik, melyek tényleg működnek.” A napilapok, weboldalak, televíziós és rádióműsorok népszerű és jelentős kritikusaiból álló kiemelt kritikusok között a film 100%-os értékelést tudhat magáénak. Egy másik portál, a Metacritic, mely élvonalbeli kritikusoktól gyűjti össze véleményüket, s azokból súlyozott átlagot számít, 91 pontra értékelte a Toy Story 3.-at 100-as skáláján.
Számos kritikust nyűgözött le feltétel nélkül a film. Peter Travers a Rolling Stone magazinban így írt róla: „Mindenből kijut a nevetéstől a könnyekig, s a vizuális káprázat hullámai a fellegek fölé emelnek. És nem szükséges kisgyermeket is vinni ahhoz, hogy értékelni tudd…megilleti »az év egyik legjobbja« jelző.” A sokrétűségét dicsérte a San Francisco Chronicle is: „A történet elismerésre méltó értéssel kombinálja a vígjátékot, a drámát és az akciót, ám ez már nem is hozzáértés – ez ihletettség. (…) A Toy Story 3. jobb film, mint a WALL·E és a Fel, mivel abszolút működik a hagyományos módokon. 103 percen át, sosem veszi a közönség figyelmét garantáltnak. Megvan benne az akció, a horror, az eleven szereplők, s mindig halad előre.” – írja Mick LaSalle. Kenneth Turan a Los Angeles Times-ban lényegre törően fogalmazta meg benyomását: „A Toy Story 3. gondos figyelmet fordít mindarra, amiért újra és újra visszatérünk a moziba élményt szerezni.” Claudia Puig a USA Todaytől nem kevésbé volt elragadtatva: „Miképp képesek a Pixar animációs mágusai újból és újból előrukkolni ennyire innovatív és elbűvölő történetekkel, az a modern film egyik csodája. (…) Ez az epizód, a három közül a legjobbként, mindaz, aminek egy filmnek lennie kell: hihetetlenül vicces, megható, izgalmas és eszes.” Richard Corliss „azonnali klasszikusnak” titulálta a Toy Story 3.-at a Time magazinban. Többen is kiemelték, milyen mély érzelmeket képesek kiváltani a látottak. „Az egy csapat egyszerű műanyag kacat kalandjairól szóló filmről – a teljes, három részes, 15 éven átívelő történetről – kiderül az is, hogy egy hosszú, búskomor elmélkedés elveszítésről, múlandóságról és arról a nemes, makacs, bolond dologról, amit úgy neveznek, szeretet.” – értekezik A.O. Scott a The New York Times-ban. „Az érzelmi disszonancia terén a Pixar mindig is nagyon kényelmesen mozgott, s ezt a Toy Story 3. ismét bizonyítja, ügyes humorral, vadul fantáziadús vizuális virtuozitással és keserédes bánattal párosítva azt.” – vélekedik Ann Hornaday a The Washington Post hasábjain. „A trilógia harmadik filmje ragyogóan élvezetes és mélyen megható” – csatlakozik Joe Morgenstern is. „Nem árulom el a végét, de elállt tőle a lélegzetem, s lefogadom, hogy a tiéd is el fog. Nézd meg ezt a kedves filmet inkább most, mint később.” – folytatja a Wall Street Journalben. A befejezéssel kapcsolatban Joe Neumaierben a következő fogalmazódott meg: „Mire költői befejezése elérkezik, magába zárva a játszás az átalakulásban és folytatódásban rejlő erejét, ráébredünk, hogy egyikünk sem lép túl élete egy szakaszán vagy annál is tovább a barátok segítsége nélkül.” – jelent meg a New York Daily News-ban. A hasonlóan mély impressziók más írásokban is felbukkantak. Owen Gleiberman, az Entertainment Weekly munkatársa azt írta, „Még a magasra helyezett mércével mérve is, a Toy Story 3. elvarázsolt és oly mélyen megindított, hogy egészen megdöbbentem azon, hogy egy digitálisan animált vígjáték műanyag gyerekjátékokról képes ilyen hatást gyakorolni rám.” „A felnőtt nézők bizonyosan elmorzsolnak egy-két könnycseppet. Igen, ennyire jók ott a Pixarnál: képesek valódi érzelmeket kisajtolni belőled pár darab műanyag iránt.” – csatlakozik Christy Lemire az Associated Press-ben. Nem egy kritikus jegyezte meg, hogy a korábbiakhoz mérten a tónus is komorodott: „A Toy Story 3. minden pillanata szórakoztató és elragadó, akárcsak elődjéé, ám ezúttal sötétebb elemek is helyet kaptak.” – mutat rá Peter Howell a Toronto Starban. Ezt felfedezte Roger Moore is, az Orlando Sentinel munkatársa: „A kápráztató, ijesztő és szentimentális Toy Story 3. merészen sötét és érzelmes konklúziója a filmsorozatnak, ami a Pixart híressé tette.”
Akadtak, akiket nem győzött meg a film. Armond White, a New York Press újságírója szerint a Toy Story 3. szigorúan a konzumerizmust ünnepli, s csak az agymosottak dőlnek be neki, míg Cole Smithey a film amerikai korhatár-besorolását kérte számon kritikájában (a Toy Story 3. minden korosztály által látogatható, Smithey viszont úgy véli, a legkisebbeknek nem való), illetve azt, hogy 3D-s film ellenére „semmi sem lebeg a szemed előtt.” White véleménye megtörte a Toy Story-trilógia 100%-os Rotten Tomatoes-értékelési történetét, ami csakhamar komoly visszhangot váltott ki a különböző filmes weboldalakon és blogokban. A Cinemablend cikket közölt a két kritikusról, azzal a tétellel, hogy általában a filmek megítélése szubjektív, s a vélemények ezáltal különböznek róluk, azonban jelen esetben White és Smithey is téved. Josh Tyler, a bejegyzés írója szerint White nem véleményt fogalmaz meg, hanem vádaskodik, s állításai még csak nem is helytállók; emellett arra is rámutat, hogy az újságíró megrögzött szokása szembemenni az általános vélekedéssel. Smithey kritikáját Tyler úgy kommentálta, hogy nagyon rövid, s olyasmit ró fel a filmnek, ami csak közvetetten kapcsolódik hozzá, továbbá felteszi a kérdést, hogy nem csupán azért született-e a negatív kritika, hogy megnövelje Smithey weblapjának forgalmát. A cikk konklúziója, hogy mindkét újságíró véleménye az egyszerű gyűlöletre épül, s nem a filmmel szemben megfogalmazott kritikára.
A magyarországi visszhang idomult a tengerentúlihoz. A véleményezők a film minden aspektusát dicsérő szóval illették. Szöllőskei Gábor a VOX mozimagazinban így írt a Toy Story 3.-ról: „(...) Arndt és a rendező Lee Unkrich tehetsége nem csak abban mutatkozik meg, hogy elénk raknak egy élőszereplős filmekkel is akár egyenértékűnek mondható menekülős movie-t (A nagy szökés után szabadon), hanem abban is, hogy valódi érzelmeket csalnak ki belőlünk. Izgulunk, nevetünk, és sírunk: a Toy Story 3. akcióban, humorban és drámában is elsőrangú.” A Pesti Est osztja e véleményt: „Az izgalom adott, a sztori jó, az új karakterek kipipálva (…), a humor szokás szerint a felnőtteknek is szól, és mivel Pixar-filmről van szó, a minőség minden szinten garantált, a 3D-verzió pedig pazar.” Az Index már a bevezetőben deklarálja: „A Toy Story 3 a trilógia legjobb darabja”, majd a kritikus a lezárásban leszögezi, „A Toy Story 3 a gyermeknemesítő üzenetet ráadásul minden eddiginél tökéletesebb számítógépes animációba csomagolja (…).” Mesterházy Lili szerint „A Toy Story 3 talán erősebb, elnagyoltabb lendülettel meséli el történetét, mint a finomabb, árnyaltabb előző részek, de ez a bombasztikus, magas hőfokon pörgő stílus illik egy trilógia befejező részéhez”; az Origo munkatársa úgy vélte, a film „Méltó folytatás, méltó befejezés.”

#### Díjak és jelölések
| \| Díj \| Kategória \| Eredmény \| Forrás \| \| --------------------------------------------------------- \| ----------------------------------------------------- \| -------- \| ------ \| \| Teen Choice Awards 2010 \| Animációs film \| Elnyerte \| [86] \| \| Nickelodeon Australian Kids' Choice Awards 2010 \| Kedvenc film \| Jelölve \| [87] \| \| Hollywood Movie Awards 2010 \| Hollywood Animation Award (Lee Unkrich) \| Elnyerte \| [88] \| \| Digital Spy Movie Awards \| Legjobb film \| Elnyerte \| [89] \| \| 2010 Scream Awards \| Legjobb fantasy film \| Jelölve \| [90] \| \| 2010 Scream Awards \| Legjobb forgatókönyv \| Jelölve \| [91] \| \| 2010 Scream Awards \| Legjobb fantasy színész (Tom Hanks) \| Jelölve \| [92] \| \| 2010 Scream Awards \| A legjobb három 3D-s film \| Jelölve \| [93] \| \| 37. People's Choice Awards \| Kedvenc film \| Jelölve \| [94] \| \| 37. People's Choice Awards \| Kedvenc családi film \| Elnyerte \| [94] \| \| Satellite Award 2010 \| Legjobb film (animációs vagy vegyes) \| Elnyerte \| [95] \| \| Satellite Award 2010 \| Legjobb eredeti forgatókönyv (Michael Ardnt) \| Jelölve \| [95] \| \| 2011 Grammy-díj \| Legjobb filmzene \| Elnyerte \| [96] \| \| 2011 Annie Awards \| Legjobb animációs film \| Jelölve \| [97] \| \| 2011 Annie Awards \| Legjobb rendezés (Lee Unkrich) \| Jelölve \| [97] \| \| 2011 Annie Awards \| Legjobb író (Michael Arndt) \| Jelölve \| [97] \| \| National Board of Review Awards 2010 \| Legjobb animációs film \| Elnyerte \| [98] \| \| National Board of Review Awards 2010 \| Legjobb 10 film \| Elnyerte \| [98] \| \| Washington D.C. Area Film Critics Association Awards 2010 \| Legjobb adaptált forgatókönyv \| Jelölve \| [99] \| \| Washington D.C. Area Film Critics Association Awards 2010 \| Legjobb film \| Jelölve \| [99] \| \| Washington D.C. Area Film Critics Association Awards 2010 \| Legjobb animációs film \| Elnyerte \| [99] \| \| Broadcast Film Critics Association Awards 2010 \| Legjobb film \| Jelölve \| [50] \| \| Broadcast Film Critics Association Awards 2010 \| Legjobb adaptált forgatókönyv (Michael Arndt) \| Jelölve \| [50] \| \| Broadcast Film Critics Association Awards 2010 \| Legjobb animációs film (Lee Unkrich) \| Elnyerte \| [50] \| \| Broadcast Film Critics Association Awards 2010 \| Legjobb hang \| Jelölve \| [50] \| \| Broadcast Film Critics Association Awards 2010 \| Legjobb betétdal We Belong Together (Randy Newman) \| Jelölve \| [50] \| \| 2010 Golden Tomato Awards \| 2010 legjobb filmje \| Elnyerte \| [100] \| \| 2010 Golden Tomato Awards \| Legjobb visszajelzések - animációs film \| Elnyerte \| [101] \| \| 68. Golden Globe-gála \| Legjobb animációs film \| Elnyerte \| [102] \| \| 64. BAFTA-gála \| Legjobb adaptált forgatókönyv (Michael Arndt) \| Jelölve \| [103] \| \| 64. BAFTA-gála \| Legjobb animációs film \| Elnyerte \| [103] \| \| 64. BAFTA-gála \| Legjobb vizuális hatások \| Jelölve \| [103] \| \| 83. Oscar-gála \| Legjobb film \| Jelölve \| [104] \| \| 83. Oscar-gála \| Legjobb adaptált forgatókönyv (Michael Arndt) \| Jelölve \| [104] \| \| 83. Oscar-gála \| Legjobb animációs film \| Elnyerte \| [104] \| \| 83. Oscar-gála \| Legjobb hangvágás \| Jelölve \| [104] \| \| 83. Oscar-gála \| Legjobb eredeti dal (We Belong Together Randy Newman) \| Elnyerte \| [104] \| \| 2011 Kids' Choice Awards \| Kedvenc animációs film \| Jelölve \| [105] \| \| 2011 Kids' Choice Awards \| Legjobb hang animációs filmben (Tom Hanks) \| Jelölve \| [105] \| \| 2011 Kids' Choice Awards \| Legjobb hang animációs filmben (Tim Allen) \| Jelölve \| [105] \| \| 37. Szaturnusz-díj \| Legjobb animációs film \| Elnyerte \| [106] \| \| 37. Szaturnusz-díj \| Legjobb író (Michael Arndt) \| Jelölve \| [106] \| \| MTV Movie Awards \| Legjobb negatív szereplő (Ned Beatty) \| Jelölve \| [107] \| |                                                       |          |         |
| Díj | Kategória                                             | Eredmény | Forrás  |
| Teen Choice Awards 2010 | Animációs film                                        | Elnyerte | [ 86 ]  |
| Nickelodeon Australian Kids' Choice Awards 2010 | Kedvenc film                                          | Jelölve  | [ 87 ]  |
| Hollywood Movie Awards 2010 | Hollywood Animation Award (Lee Unkrich)               | Elnyerte | [ 88 ]  |
| Digital Spy Movie Awards | Legjobb film                                          | Elnyerte | [ 89 ]  |
| 2010 Scream Awards | Legjobb fantasy film                                  | Jelölve  | [ 90 ]  |
| 2010 Scream Awards | Legjobb forgatókönyv                                  | Jelölve  | [ 91 ]  |
| 2010 Scream Awards | Legjobb fantasy színész (Tom Hanks)                   | Jelölve  | [ 92 ]  |
| 2010 Scream Awards | A legjobb három 3D-s film                             | Jelölve  | [ 93 ]  |
| 37. People's Choice Awards | Kedvenc film                                          | Jelölve  | [ 94 ]  |
| 37. People's Choice Awards | Kedvenc családi film                                  | Elnyerte | [ 94 ]  |
| Satellite Award 2010 | Legjobb film (animációs vagy vegyes)                  | Elnyerte | [ 95 ]  |
| Satellite Award 2010 | Legjobb eredeti forgatókönyv (Michael Ardnt)          | Jelölve  | [ 95 ]  |
| 2011 Grammy-díj | Legjobb filmzene                                      | Elnyerte | [ 96 ]  |
| 2011 Annie Awards | Legjobb animációs film                                | Jelölve  | [ 97 ]  |
| 2011 Annie Awards | Legjobb rendezés (Lee Unkrich)                        | Jelölve  | [ 97 ]  |
| 2011 Annie Awards | Legjobb író (Michael Arndt)                           | Jelölve  | [ 97 ]  |
| National Board of Review Awards 2010 | Legjobb animációs film                                | Elnyerte | [ 98 ]  |
| National Board of Review Awards 2010 | Legjobb 10 film                                       | Elnyerte | [ 98 ]  |
| Washington D.C. Area Film Critics Association Awards 2010 | Legjobb adaptált forgatókönyv                         | Jelölve  | [ 99 ]  |
| Washington D.C. Area Film Critics Association Awards 2010 | Legjobb film                                          | Jelölve  | [ 99 ]  |
| Washington D.C. Area Film Critics Association Awards 2010 | Legjobb animációs film                                | Elnyerte | [ 99 ]  |
| Broadcast Film Critics Association Awards 2010 | Legjobb film                                          | Jelölve  | [ 50 ]  |
| Broadcast Film Critics Association Awards 2010 | Legjobb adaptált forgatókönyv (Michael Arndt)         | Jelölve  | [ 50 ]  |
| Broadcast Film Critics Association Awards 2010 | Legjobb animációs film (Lee Unkrich)                  | Elnyerte | [ 50 ]  |
| Broadcast Film Critics Association Awards 2010 | Legjobb hang                                          | Jelölve  | [ 50 ]  |
| Broadcast Film Critics Association Awards 2010 | Legjobb betétdal We Belong Together (Randy Newman)    | Jelölve  | [ 50 ]  |
| 2010 Golden Tomato Awards | 2010 legjobb filmje                                   | Elnyerte | [ 100 ] |
| 2010 Golden Tomato Awards | Legjobb visszajelzések - animációs film               | Elnyerte | [ 101 ] |
| 68. Golden Globe-gála | Legjobb animációs film                                | Elnyerte | [ 102 ] |
| 64. BAFTA-gála | Legjobb adaptált forgatókönyv (Michael Arndt)         | Jelölve  | [ 103 ] |
| 64. BAFTA-gála | Legjobb animációs film                                | Elnyerte | [ 103 ] |
| 64. BAFTA-gála | Legjobb vizuális hatások                              | Jelölve  | [ 103 ] |
| 83. Oscar-gála | Legjobb film                                          | Jelölve  | [ 104 ] |
| 83. Oscar-gála | Legjobb adaptált forgatókönyv (Michael Arndt)         | Jelölve  | [ 104 ] |
| 83. Oscar-gála | Legjobb animációs film                                | Elnyerte | [ 104 ] |
| 83. Oscar-gála | Legjobb hangvágás                                     | Jelölve  | [ 104 ] |
| 83. Oscar-gála | Legjobb eredeti dal (We Belong Together Randy Newman) | Elnyerte | [ 104 ] |
| 2011 Kids' Choice Awards | Kedvenc animációs film                                | Jelölve  | [ 105 ] |
| 2011 Kids' Choice Awards | Legjobb hang animációs filmben (Tom Hanks)            | Jelölve  | [ 105 ] |
| 2011 Kids' Choice Awards | Legjobb hang animációs filmben (Tim Allen)            | Jelölve  | [ 105 ] |
| 37. Szaturnusz-díj | Legjobb animációs film                                | Elnyerte | [ 106 ] |
| 37. Szaturnusz-díj | Legjobb író (Michael Arndt)                           | Jelölve  | [ 106 ] |
| MTV Movie Awards | Legjobb negatív szereplő (Ned Beatty)                 | Jelölve  | [ 107 ] |

A 2010-es év legjobb kritikákat kapott filmjeként, a Toy Story 3. alkotói számos jelöléssel és elismeréssel gazdagodtak a 2010-es díjszezonban. Oscar-hirdetései sikeresen felhívták magukra a figyelmet egyedi megközelítésükkel: a legjobb film kategóriát megcélzó kampány keretén belül a kategória korábbi győzteseit idézték meg egy-egy, a filmből vett jelenet segítségével, így A muzsika hangját, A bárányok hallgatnakot, a Titanicot, a Szerelmes Shakespeare-t, A Gyűrűk Ura: A király visszatért és a Gettómilliomost. A film különösen nehéz helyzetből indult, hiszen amellett, hogy animációs film, folytatás is.
A filmet 5 Oscar-díjra jelölte az Amerikai Filmakadémia, a legjobb film, a legjobb animációs film, a legjobb adaptált forgatókönyv, a legjobb hangvágás és a legjobb betétdal kategóriákban. A 2011 február végén megtartott gálán Lee Unkrich rendező átvehette a legjobb animációs filmnek járó szobrot, s Randy Newman zene- és dalszerző is kitüntetésben részesült „We Belong Together” című szerzeményéért, amit élőben elő is adott az est folyamán. A Toy Story 3. a harmadik animációs film a díj történetében, amely a legjobb film kategóriában is versenybe szállt: húsz évvel korábban a legjobb öt közé választották A szépség és a szörnyeteget, egy évvel korábban pedig egy másik Pixar-mű, a Fel jutott be az akkor tízre bővült esélyesek közé. Az Amerikában működő külföldi újságírók a legjobb animációs filmnek választották a Toy Story 3.-at a 68. Golden Globe-gálán, ahogy a Brit Filmakadémia is (BAFTA-díj a legjobb animációs filmnek); a film BAFTA-jelölést szerzett továbbá a legjobb adaptált forgatókönyv és a legjobb vizuális effektusok kategóriákban. A filmet ezeken felül két Satellite Awardra (legjobb animációs film, legjobb eredeti forgatókönyv), két Szaturnusz-díjra (legjobb animációs film, legjobb forgatókönyv) és egy Grammy-díjra (legjobb filmzenealbum) jelölték.
A film számos amerikai város és térség kritikusi szervezetétől megkapta a legjobb animációs filmnek járó elismerést, így Austin, Boston, Central Ohio, Chicago, Dallas-Fort Worth, Florida, Kansas City, Las Vegas, Los Angeles, Phoenix, San Diego, Washington, továbbá az online újságírók és a National Board of Review is honorálta a Toy Story 3.-at, több esetben további jelölések mellett.
Miután 2009-ben a Kung Fu Panda fölényes győzelmet aratott a WALL-E felett az animációs filmeket mustrázó Annie Awardson, a Disney szavát emelte az ellen, hogy az ítészek 40% egyben a Kung Fu Pandát is gyártó DreamWorks alkalmazottja. Tiltakozásul a sportszerűtlennek vélt felállás ellen, a stúdió nem nevezte a Toy Story 3.-at a 2011-es díjátadóra, így a film pusztán a legjobb animációs film kategóriában kapott jelölést, míg a DreamWorks ugyancsak éltető kritikákban részesült alkotása, az Így neveld a sárkányodat 15 díjat gyűjtött be; a Disney egyetlen elismerést szerzett, a Day & Night című rövidfilm révén.

### Box office
A Toy Story 3.-at 4028 mozi tűzte műsorára Észak-Amerikában, ami az addigi legtöbb volt a Pixar történetében. A film 41 millió dollárt gyűjtött nyitónapján, ami a mindenkori legmagasabb az animációs filmek között, felülmúlva a 2007-es Harmadik Shrek 38 millióját. A hétvégi eredmény 110 millió dollár körül alakult, ez azonban már kevésnek bizonyult az említett Shrek-epizód lefőzéséhez; így a Toy Story 3. a második legerősebb nyitánnyal bír az animációs filmek között, viszont első a június havában bemutatott produkciók és maga a Pixar történetében, előbbi szempontból a Transformers: A bukottak bosszúját, utóbbiból pedig A Hihetetlen családot előzve meg. A film ezenkívül az első hétvégi bevételek listáján a 10. helyre került akkor. A produkciót körülbelül 3200 3D-s vásznon vetítette 2463 észak-amerikai mozi, s ezen előadásokból a 110 millió dollár 60%-a származott, míg a 180 IMAX-moziból 8%-a. A 3D-s jegyek felára több mint 20 millió dollárral járult hozzá a nyitóhétvége összegéhez. Az első három napon a film közönségének 54%-a 25 év alatti volt, nemek szerinti eloszlásuk pedig azonos. A családos jegyváltók az összesnek a kétharmadát tették ki; a fennmaradó egyharmad 40%-a 17 és 24 év közötti egyén volt. A következő hétvégén a film megőrizte a vezető pozíciót 59,3 millió dollárral; a 3D-s előadásokból befolyt összeg ennek 57%-át tette ki. Tíz nap után a Toy Story 3. 225 millió dollár fölé jutott, ami az egy hónappal korábban debütált, szintén 3D-s animációs film Shrek a vége, fuss el vélének 34 napot vett igénybe. A harmadik, a függetlenség napját is magában foglaló hosszú hétvégén a film harmadik helyre csúszott vissza, az újként belépő Alkonyat: Napfogyatkozás és Az utolsó léghajlító mögé. Július 5-én, a munkaszüneti napnak számító hétfőn, forgalmazásának 18. napján, a Toy Story 3. átlépte a 300 millió dolláros határt az észak-amerikai mozikban; ilyen gyorsan ezen szintet animációs filmek közül csak a Shrek 2. teljesítette korábban. A negyedik hétvégét zárva a film közel 340 millió dolláron állt, amivel átvette a vezetést a 2010-es filmbemutatók mezőnyében az Alice Csodaországbantól, egy nappal később pedig a Pixar munkái között is vezető lett, megelőzve a hét éven át uralkodó Némó nyomábant. Az ötödik hétvégét zárva a film betört az észak-amerikai mindenkori lista első 15 helyezettje közé bevétel szempontjából; 31 napot követően 363 millió dollár értékben keltek el rá jegyek. Július végére a film megközelítette a 390 millió dollárt, s ezzel már a Toy Story 2. a 2010-es átlagos jegyárhoz igazított, azaz inflációval kalkulált bevételét (kb. 380 millió dollár) is meghaladta, vagyis becsült nézőszám szempontjából is a legsikeresebbé vált a trilógiából. Augusztus 14-én, forgalmazásának 58. napján a Toy Story 3. elérte a 400 millió dolláros bevételt Észak-Amerikában, tizenegyedikként a filmtörténelemben, s másodikként az animációs filmek között a Shrek 2. mögött. A Disney 24 hét után, november végén vonta ki a filmet a forgalomból, mikor a bevétel elérte a 415 millió dollárt.
A Toy Story 3. nemzetközileg ugyancsak kimagaslóan szerepelt az első hétvégén. 25 országban tűzték műsorra az amerikai premierrel egy időben, főként délkelet-ázsiai, dél-amerikai és kelet-európai piacokon, köztük Magyarországon is. A hétvégi összforgalom negyedét bonyolította a film, 43,4 millió dollárnak megfelelő bevétellel. Animációs filmek terén rekordot döntött Mexikóban ($15,6 millió), Kínában ($9,5 millió) és Argentínában is ($2,6 millió), a Pixar számára pedig új csúcsot állított fel Brazíliában ($2,8 millió). Egy héttel később a Toy Story 3. 40,2 millió dollárt gyűjtött 32 országból, újfent első helyen az összesített nemzetközi piacon, s ezzel összbevétele már meghaladta a 100 milliót. Ausztráliában a film 6,2 millió dollárral nyitott (ami animációs filmek terén akkor a harmadik legjobbnak számított), míg Dél-Afrikában az 1,1 millió dolláros start a mindenkori legnagyobbat jelentette a következő hétvégéig, amikor az Alkonyat: Napfogyatkozás újabb csúcsot állított be. A Latin-Amerikához tartozó területeken tíz nap után 62,2 millió dollár folyt be, ami hamar a Disney legeredményesebb animációs produkciójává avatta a filmet a régióban. A harmadik hétvégén a Toy Story 3. 25,5 millió dollárt gyűjtött 34 országból; ez a teljes nemzetközi piac 37%-os lefedettségét jelentette. Az összbevétel Észak-Amerikán kívül meghaladta a 150 millió dollárt. A negyedik hétvégén öt új országban mutatták be a filmet, s 36,2 millió dolláros összeggel képviselte magát a Shrek a vége, fuss el vélével nehezített mezőnyben. Japánban 11,1 millió dollár gyűlt össze a nyitóhétvégén, ami a legerősebb startnak minősült az amerikai animációs filmek között ezen a piacon. Az összbevétel 220 millió fölé került. Július középső hétvégéjén 32,7 millió dollárt gyűjtött a film, amivel harmadik volt a nemzetközi porondon. Franciaországban 8,8 millió, míg Hongkongban 3 millió dolláros nyitányt jegyzett a Toy Story 3., utóbbival az animációs filmek terén új rekordot állítva fel. A világ 60%-ában műsoron ekkor, a film 267,3 millió dolláros bevételen állt. Egy hét múlva már 80%-ot fedett le a film forgalmazása (43 országot), s a brit és a spanyol bemutatóval erősítve 52 millió dollár került a kasszákba, ennek több mint fele az Egyesült Királyságból származott, ahol (premier előtti vetítésekkel együtt) 30,6 millió dollárnak megfelelő font bevételt ért el, míg Spanyolországban 7,9 millió dolláros eredmény született, s mindkét esetben új csúcs az animációs filmek körében. Az összesített nemzetközi összeg a 350 milliót is meghaladta ezen a ponton, míg a globális bevétel 730 millió fölé rúgott. A következő hétvégén, július végén és augusztus elején, a Toy Story 3. második helyezett lett nemzetközileg 39,2 millió dollárral, amit 48 országból gyűjtött össze; az Egyesült Királyságban a második hétvégéjén is 10 millió dollár feletti értékben keltek el rá jegyek. Egy hét múlva 49. területként csatlakozott Dél-Korea, ahol a film 4,8 millió dollárral debütált. A teljes nemzetközi hétvégi összeg 29,4 millió dollár volt;
az Egyesült Királyságban a film három hétvége után minden idők legjövedelmezőbb animációs filmjévé vált 78 millió dollárral, az Észak-Amerikán kívüli összes bevétel pedig már alig maradt el ekkor a félmilliárdtól. Világviszonylatban augusztus első harmadával bezárólag 895 millió dolláros bevételt jegyzett a produkció, ami a Pixar történetében a legmagasabb összeg, meghaladván a Némó nyomában eredményét. A Box Office Mojo weboldal ekkor már valószínűsítette az egymilliárd dollár feletti végeredményt. Az augusztus 14-i hétvégén újabb 22,7 millió dollár került a film számlájára; a japán toplistát ekkor már hatodik hete vezette. A nemzetközi bevétel 539,3 millió dollárnak megfelelő összegre nőtt, s ezzel a Disney első számú animációs filmje lett az Észak-Amerikán kívüli régióban, megelőzvén a Némó nyomábant. A globális állás 940 millió dollárt mutatott közel két hónappal a premier után, amivel a Toy Story 3. minden idők legnagyobb bevételt elért animációs produkciója lett (augusztus 13-án, pénteken), maga mögé utasítva a Shrek 2.-t.
Augusztus 27-én, pénteken, forgalmazásának 71. napján a film elérte az egymilliárd dolláros világszintű bevételt, hetedikként a filmtörténelemben, s elsőként az animációs filmek között. 2010-es bemutatók közül azonban nem elsőként: szintén a Disney stúdió forgalmazta az Alice Csodaországbant, amely tavasszal ért el hasonlóan nem mindennapi eredményt. „Hihetetlen évünk volt, hiszen a Pixar-csapat visszahozta a vászonra Buzzt és Woodyt, Tim Burton Alice Csodaországban-víziója pedig viharként söpört végig a világon.” – állt Rich Ross, a The Walt Disney Studios elnökének a mérföldkő kapcsán kiadott sajtóközleményében. Észak-Amerika mellett több mint 100 millió dolláros bevétellel képviselteti magát Japán és az Egyesült Királyság is a nemzetközileg összegyűlt közel 650 millió dolláros összegben.
Magyarországon június 17. és 20. között 44 662 néző váltott jegyet a Toy Story 3.-ra, ami 59,4 millió forintos bevételt eredményezett – köszönhetően a 3D-s, emelt helyáras előadásoknak. A nagy fölénnyel első helyen kezdő, 41 kópián bemutatott film startját a filmhu úgy jellemezte, „leheletnyit elmarad a várakozásoktól”, s az Origo szerint sem „annyira ütős”. A nyolc hónappal korábban bemutatott, a Toy Story 3.-mal ellentétben előzmények nélküli Fel közel azonos adatokkal debütált. Egy héttel később, június utolsó hétvégéjén a film 38,1 millió forinttal ismét a vezető szerepét töltötte be; 28 758 nézője a lista következő három helyezettjéét együttesen is meghaladta. A 36%-os csökkenés a harmadik legkedvezőtlenebb arány volt a top 10-ben, de ennek ellenére az összbevétel két hétvége után elérte a 120 millió forintot, míg a nézőszám megközelítette a 95 ezret. A következő hétvégén az Alkonyat: Napfogyatkozás letaszította a dobogó legfelső fokáról a filmet, ami három hétvégét követően 122 ezer látogatót fogadott. Július 8-án mutatták be Magyarországon a szintén 3D-ben is vetített Shrek a vége, fuss el vélét, ami súlyos csapást mért a Toy Story 3.-ra: a film bevétele a hétvégi összevetésben 68%-ot zuhant, 7 millió forint alá. Az összbevétel ezzel együtt 180 millió forint fölé rúgott négy hétvégét követően, amihez kevés híján 140 ezer néző járult hozzá. A július 15-ei hétvégén a film hétvégi bevétele lényegében stagnált, egy héttel később pedig némileg emelkedett is; a nézőszám 150 ezer fő fölé, a bevétel pedig 200 millió forint fölé került. Két héttel később, forgalmazásának 8. hetében, a Toy Story 3. kiesett az országos toplista első tíz helyezettje közül. Az év végéig összesen 183 952 néző váltott jegyet a filmre (egy vetítésen átlagosan 22 néző ült), amihez 230,2 millió forintos bevétel társult. Eredménye ugyan felülmúlja a trilógia korábbi két részének népszerűségét, ám éppen a Toy Stoy 2. óta az első Pixar-film, amelynek nem sikerült elérnie a 200 ezer nézős határt.

## Day & Night
A filmszínházak a Toy Story 3 vetítése előtt mutatták be a Day & Night című rövidfilmet mutatták be. A rövidfilm cselekménye arról szól, mi történik, amikor összetalálkozik a Nappal és az Éjszaka megtestesült formában. A találkozás egyikük számára sem könnyű, féltékenyek egymásra, majd harcra kerül a sor. Végül meglátják egymásban a pozitív dolgokat és megtanulják szeretni egymást. A film végén azok a dolgok, melyeket egymásban láttak, meglátják saját magukban is, hiszen a Nappalból éjszaka lesz, az Éjszakából nappal. A rövidfilm a Toy Story 3 DVD és Blu-ray verziójára is rákerült.
A rövidfilm a 83. Oscar-gálán jelöltést kapott a legjobb animációs rövidfilm kategóriában. Ezen kívül díjat nyert a 38. Annie Awards díjátadáson a legjobb rövidfilm kategóriában, valamint a Visual Effects Society az animációs rövidfilmek között a kiemelkedő teljesítményért jutalmazta a produkciót.

## Home video
A Toy Story 3. 2010. november 2-án jelent meg DVD-n és Blu-rayen Észak-Amerikában. Az első héten több mint 3,8 millió példányt adtak el belőle; a hordozók egyharmada Blu-rayen talált gazdára, ami rekordnak számít a nem klasszikus animációs filmek terén, s kilenc százalékponttal magasabb a Fel eredményénél. Egy hónap alatt 7,3 milliónál is több fogyott a filmből, összesen 136 millió dolláros bevételt generálva, 2011 januárját pedig 9,7 millió egységgel és több mint 170 millió dolláros bevétellel zárta. 2010-ben a Toy Story 3.-ra irányultnál nagyobb kereslet csak az Avatarra mutatkozott.

## Utalás Pixar és más filmekre
- A film elején lévő jelenetben, mikor Woody körülnéz Andy szobájában, látható egy poszter, melyen Flynn McKémbridge, a Verdák 2. egyik szereplője tűnik fel. A Pixar a Verdák második részét közvetlenül a Toy Story 3. után készítette el.
- Andy játékdobozán látható a Verdák logójának matricája.
- Amikor a játékok a Napsugárba kerülnek, az óvodai játékok között felbukkan egy kék pettyes gumirája, ami emlékeztet a Némó nyomában Plecsni tanár urára, sok más gumiállattal együtt, mint a kék bálna vagy a palackorrú delfin.
- Szintén ennél a jelenetnél láthatunk egy Villám McQueen játékautót, utalva ezzel a Verdákra.
- Andy mamája kocsijának rendszáma A113. Ez a kód a Pixar által készített összes animációs filmben szerepel valamilyen formában. Az A113 a California Institute of Arts egyetemnek egy tanterme, ahol többek között a Pixar animációs filmek készítői megtanulták a grafikai tervezést és a karakteranimálást.
- A Buzz elemtartójában lévő elemeken a „BnL” logót láthatjuk, melynek jelentése "Buy and Large". Ez a WALL·E-ban szereplő világméretű megavállalatra utal.
- Abban jelenetben, mikor Macó felmászik a vészleállító gombhoz, hogy leállítsa a szemét-szállítószalagot és ezzel megmentse Andy játékait, ám végül mégsem teszi, azt kérdi "Hol van most a kis gazdád?", majd gúnyosan kacsintva lelép; ez utalás Billy Crystal egyik híres jelenetére a Tízparancsolat című filmből, amikor egy hasonló gúnyos kacsintással megkérdi Edward G. Robinson-tól "Hol van most a szabadítód, Mózes?". Billy Crystal egyben a Pixar Szörny Rt.-jében is közreműködött, Mike Wazowski eredeti hangját szolgáltatta.
- Az Andy naptárán lévő kép emlékeztet az Egy bogár életére, később viszont a Verdák egyik szereplőjét láthatjuk rajta.
- Ugyanitt Andy faliújságán egy levélen feltűnik Carl és Ellie Fredlicksen neve, a Pixar korábbi filmjéből, a Felből.
- Mikor Vigyori elmeséli Macó történetét, a jelenetben látható a Pizza Planétás autó, ami a Toy Story óta csaknem minden Pixar filmben feltűnik.
- Amikor Buzz elhatározza, hogy a szellőzőablakon keresztül jut ki a Kiskukac szobából, Rex egy ponton megkérdezi: "Mi az a szellőző, Buzz?" Ez egy hasonló jellegű kérdés, mint ami A gyógyszertári cowboy című filmben hangzik el. Ez a jelenet végül nem került be a filmbe, mivel az alkotók úgy gondolták, felesleges lenne a történet szempontjából, és a film célközönsége nem értené az utalást. Michael Arndt azonban kifejezetten kérte a rendezőt, hogy ez a mondat mégiscsak szerepeljen a filmben, így Lee Unkrich a DVD kommentárjában megemlíti.
- Barbie egyik különleges mondata a film során "Szabadság, egyenlőség, testvériség a jelszó! A zsarnokok pedig vesszenek!", mely akkor hangzik el, mikor Andy játékai és a Napsugár óvodaiak összetűzésbe kerülnek, erős hasonlóságot mutat Thomas Jeffersonnak a függetlenségi nyilatkozatban tett egyik kijelentésével. Egy szintén ehhez hasonló értékekkel bíró mondat hangzik el Michael Palintől a Gyalog galopp című filmben.
- A jelenetet, amelyben Macó karja kinyúlik a szemetesből és megragadja Woody lábát, Sam Raimi Evil Dead című filmjének egyik jelenete ihlete.
- Abban a jelenetben, mikor Andy játékai először kerülnek a Kiskukac-szobaiak durva játszásai alá, az egyik kisgyerek pólóján észrevehető Villám McQueen a Verdákból.
- A nyitójelenet vonatüldözéses részében a vonat elején a 95-ös szám látható, ez szintén utalás a Verdákra, a 95-ös Villám McQueen versenyszáma.
- Mikor Babilla betaszítja Macót a szemeteskonténerbe, utalva ezzel A Jedi visszatérre, melyben egy szintén hasonló jelenetet láthatunk a film végén. Egy korábbi Csillagok háborúja utalás már a Toy Story 2.-ben is feltűnt, mikor Buzz alteregója és Zurg császár harcolnak egymással, Buzz azt mondja: "Nem adom fel! Megölted az apámat." mire Zurg így felel: "Nem Buzz. Én vagyok az apád." Utalás Darth Vader és Luke Skywalker híres jelenetére A Birodalom visszavágból.
- A filmben felbukkanó kukás fekete pólóján egy fehér halálfejet pillanthatunk meg. Ugyanezt a pólót Sid viselte a Toy Story első részében. Az alkotók utaltak rá, hogy ilyen módon akarták az ő karakterét visszacsempészni a filmbe.

## Folytatás
2014-ben hivatalosan bejelentették, hogy érkezik a Toy Story negyedik része. A filmet az első két részt is jegyző John Lasseter rendezte volna, később azonban otthagyta a rendezői széket, helyette Josh Cooley lett a film új direktora. Tom Hanks és Tim Allen visszatértek Woody és Buzz szerepére, és Randy Newman ugyancsak visszatért, mint zeneszerző. Az eredeti szereplőgárda nagy része szintén visszatért a folytatásban. Eredetileg Don Rickles is visszatért volna Krumplifej úr szerepére, ám ő nem sokkal a munkálatok megkezdése előtt meghalt.
A Toy Story 4-et eredetileg 2017-es bemutatóra szánták, de a premierjét később megcserélték a Verdák 3. 2018-as bemutatójával. Később ezt a dátumot ugyancsak megcserélték A Hihetetlen család 2. című filmmel, úgyhogy a Toy Story 4 végleges bemutatóját 2019. június 21-re tűzték ki.

## Televíziós megjelenések
- HBO Comedy, HBO, HBO 2, RTL Klub, Disney Channel